# Johanniterkommende Wildungen

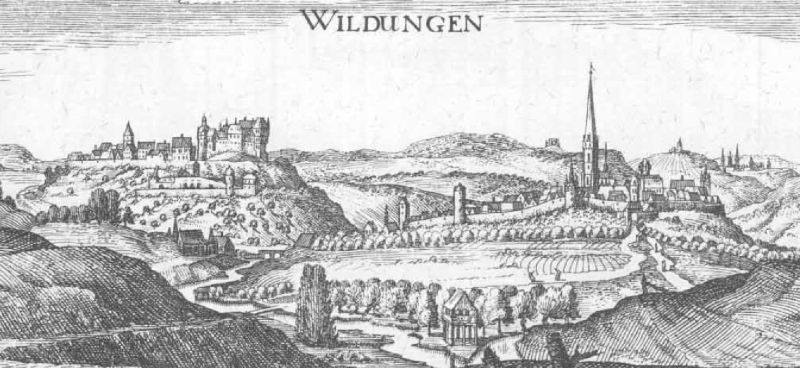
Bad Wildungen – Auszug aus der Topographia Hassiae von Matthäus Merian 1655; die Johanniter-Niederlassung liegt unterhalb des Schlossbergs, am linken Ufer der Wilde

Die Johanniterkommende Wildungen in der nordhessischen Stadt Bad Wildungen bestand als Hospital von 1358 bis 1702, war von 1402 bis 1478 und wieder ab 1518 eine Kommende und wurde 1532 säkularisiert. Sowohl von der Kirche als auch von den anderen Gebäuden von Hospital und Kommende ist heute praktisch nichts mehr erhalten.

## Gründung als Hospital
Am 8. Juli 1358 beauftragte Graf Otto II. von Waldeck († 1369), noch unter dem Eindruck der schweren Pestepidemie von 1349, Angehörige des Johanniterordens aus Wiesenfeld, da die Johanniter als Fachleute für Krankenpflege galten, mit der Einrichtung eines Spitals in Niederwildungen. Zu diesem Zweck stiftete er das Gelände eines alten Mühlenhofs an der Wilde am Flussübergang zwischen den beiden Städten Niederwildungen und Altwildungen, außerhalb der Mauern der beiden Städte auf Territorium der Grafen von Waldeck. Das kleine, von dem Johanniter-Bruder Adolf aus der Kommende Wiesenfeld betreute Spital wurde in den Jahren 1358 bis 1369 errichtet. Es hatte Platz für sechs Kranke – wobei jedoch nur solche aufgenommen werden sollten, bei denen Aussicht auf Genesung bestand. Die Stiftung, mit der ebenfalls in den 1360er Jahren gebauten kleinen Kirche, wurde der Mutter Maria, der Hl. Katharina von Alexandrien und dem Hl. Theobald von Provins geweiht. Das Spital war von allen Abgaben, Diensten und Zehnten befreit, und zu seiner Ausstattung wurde in der Grafschaft Waldeck zu Spenden aufgerufen. Es blieb jedoch ziemlich unbedeutend und ärmlich, auf Dotationen und Ablassbriefe angewiesen, da Graf Otto schon bald sein Interesse verlor.

## Übergabe an die Johanniter
Die Umstände besserten sich erst, als Graf Heinrich VI. († 1397), Sohn und Nachfolger Ottos II., mit seiner Frau Elisabeth das Spital im Jahre 1372 der Johanniterkommende Wiesenfeld zu Eigentum übergab und der Orden nunmehr über eine Niederlassung in der Grafschaft Waldeck verfügte. Mehrere Schenkungen angrenzender Grundstück- und Rechtebesitzer rundeten das Areal ab, machten das Hospital lebensfähig und ermöglichten auch den Bau einer kleinen Kirche. Der Wiesenfelder Komtur Johann Gogrebe (1370–1381) übernahm die Verwaltung und errichtete in Wildungen eine kleine Priesterkommende mit vier Ordensbrüdern. 1381 ließ er das baufällige Spitalsgebäude durch ein neues Siechenhaus mit acht Betten ersetzten. Zur wirtschaftlichen Absicherung des Spitals schloss er mit dem Bürgermeister und dem Rat von Niederwildungen einen Vertrag, demnach das Spital jederzeit acht Sieche aufzunehmen hatte und die Stadt dabei ein Belegungsrecht erhielt. Die Verwaltung oblag nunmehr gemeinsam einem Johanniter und einem Vertreter der Stadt, und die Einkünfte des Hauses aus den Schenkungen wurden je zur Hälfte für die Kranken und für die Ordensangehörigen verwendet.

## Erhebung zur Kommende
Das Hospital und die etwa seit 1378 bestehende, aber noch immer abhängige Ordensniederlassung erhielten im Laufe der Zeit weitere Rechte. Besonders wichtig war die Übertragung, am 17. Mai 1402, der Patronatsrechte an der Mutterkirche im Dorf Wildungen (Altwildungen) und an der Filialkirche in Niederwildungen durch die Grafen Adolf III. († 1431) von Waldeck zu Landau und Heinrich VII. († 1444) von Waldeck zu Waldeck an die fünf namentlich genannten „geistlichen Herren und Brüdern des Hauses zwischen den beiden Städten Wildungen sowie allen ihren Nachfolgern“. Bereits im gleichen Jahr erfolgte auch die Übertragung des Kirchenpatronats in Odershausen, Braunau und Reinhardshausen durch die Herren von Löwenstein-Westerburg. Damit war die Basis für ein unabhängiges Bestehen gegeben, und die Niederlassung wurde zu einer von Wiesenfeld gelösten Kommende erhoben. Im November 1403 bestätigte Papst Bonifatius IX. (1389–1404) die Übertragung „auf den Komtur und die Brüder des Hospitals St. Marien und Johannis bei Wildungen“. Kirchlich zählte die Kommende zur Diözese Mainz. Erster Komtur war wohl Johann Widichenheim. Der 1403 erwähnte Hauptpfarrer und Pleban (Leutpriester) an der Stadtkirche in Niederwildungen, Konrad Stolle, gehörte sicherlich auch dem Orden an; 1419 war er Komtur in Wildungen. Auf Stolle folgte vermutlich Ludwig Ludike.
Wohl aus Anlass der Patronatsübernahme stiftete der Orden den von Conrad von Soest 1403 oder 1404 erschaffenen berühmten Wildunger Altar in der Stadtkirche. Das Spital blühte auf, und es wurden weitere Bauten errichtet. Bereits im Jahre 1437 wurde die aus den 1360er Jahren stammende Hospitalkirche durch einen Neubau ersetzt.

## Visitation von 1494
Bis 1478 blieb die Kommende Wildungen selbstständig, dann wurde sie wieder mit der Kommende Wiesenfeld unter dem Komtur Johannes Roesener vereinigt. In diesem Status erscheinen beide in der von Großmeister Pierre d’Aubusson im Großpriorat Deutschland angeordneten Generalvisitation des Ordens von 1494/95.
Aus dem am 4. Juli 1494 von dem Ordenskaplan Johannes Dolde in Köln vorgelegten Rechenschaftsbericht geht hervor, dass es zu diesem Zeitpunkt in Wildungen zwei Ordenskapläne und zwei Ordensbrüder sowie einen Koch und einen Knecht gab. Die dem Ordenspatron St. Johannes geweihte kleine Kirche direkt neben den Kommendegebäuden war in baulich gutem Zustand und war schön ausgeschmückt, aber das Inventar war nicht sehr wertvoll. Es bestand aus 5 silbernen, vergoldeten Kelchen mit Patenen, 1 kleinen silbernen Kreuz, 1 „agnus dei pro pace“, 6 Messbüchern, 1 Graduale und 14 Leuchtern. Die 15 Messgewänder befanden sich großenteils in schlechtem Zustand. Von den sieben Altären vergab die Stadt Wildungen drei mit ihren Pfründen an Weltpriester, die übrigen vier wurden von den beiden Ordensgeistlichen versorgt, die täglich eine und wöchentlich drei weitere Messen lasen. Die Pfarrkirche in Niederwildungen war vom Orden an einen Weltgeistlichen vergeben, und er erhielt zur Bestreitung seines Unterhalts einen Teil der kirchlichen Einkünfte. Einer der Ordensbrüder amtierte als Pleban in der inkorporierten Pfarrkirche in Odershausen. Zum Inventar des Ordenshauses zählten u. a. 16 Betten, 24 Kupfertöpfe, 2 Waschbecken, 10 Handtücher, 4 Tischtücher, sechs Kessel, ein großer Kessel zum Bierbrauen, 10 Platten, sowie 16 Krüge, 30 Teller und 4 Leuchter. Das Hospital wurde in dem Bericht nicht erwähnt; ob dies bedeutet, dass es nicht mehr im Besitz des Orden war, ist nicht klar.
Ihre Einkünfte (insgesamt rund 180 hl Roggen, 180 hl Hafer und 75 Gulden) bezog die Kommende aus Wildungen selbst, von der St. Valentinskapelle in Bredelar und von dem Gut Thilmannshausen, wo sich zehn Pferde, vierzig Kühe und dreihundert Schweine befanden. Nach Abzug der Ausgaben blieb ein Reingewinn von nahezu 60 Gulden. Über die jährlichen Abgaben an den Gesamtorden („Responsionen“) ist nichts bekannt; sie wurden wohl, zumindest in dieser Zeit, von Wiesenfeld übernommen. In Thilmannshausen gab es auch eine Kapelle, in der von einem Wildunger Kaplan im Bedarfsfalle Gottesdienst gehalten wurde.
Zu Wildungen gehörte, als so genanntes „membrum“ (Glied), auch die 1471/82 errichtete kleine Ordensniederlassung in dem Wallfahrtsort Pfannstiel bei Weilburg.

## Reformation und Auflösung
Im November 1518 teilte Komtur Roesener die Kommende Wiesenfeld wieder auf. Komtur in Wildungen wurde Hermann Mehlen. Schon acht Jahre später, 1526, führte Graf Philipp IV. (1493–1574) von Waldeck-Wildungen die Reformation in seiner Grafschaft ein. Im Oktober 1527 verbot er den Johannitern die Abhaltung katholischer Gottesdienste in der Johanniterkirche, in der Niederwildunger Stadtkirche und in den dörflichen Patronatskirchen der Umgebung. Fünf Jahre später wurde die Wildunger Ordensniederlassung, die manchmal auch als „Kloster an der Wilde“ bezeichnet wurde, säkularisiert. Die Kommendegebäude gingen in den Besitz des Landesherrn über. Das zweigeschossige Hospital kam unter städtische Verwaltung und wurde erst im Jahre 1702 geschlossen. Graf Christian Ludwig (1635–1706) ließ die verbliebenen Kranken in das Hospital nach Flechtdorf überführen. Einen Teil der Einkünfte des Hospitals erhielt die Stadtkirche, deren Patronat an den Landesherrn überging. Die Kapelle der Johanniter wurde noch bis zu ihrem Abbruch und der Einweihung der Evangelischen Kirche Alt-Wildungen, der heutigen Nikolai-Kirche, im Jahre 1732 von der Kirchengemeinde Reitzenhagen benutzt; in ihr hatte auch der Altwildunger Pfarrer, Hofprediger und Prinzenerzieher Philipp Nicolai (1556–1608) gepredigt, der Dichter von „Wachet auf, ruft uns die Stimme“ und anderen Kirchenliedern.
Koordinaten: 51° 7′ 24″ N, 9° 12′ 44″ O